# Michel Mayor

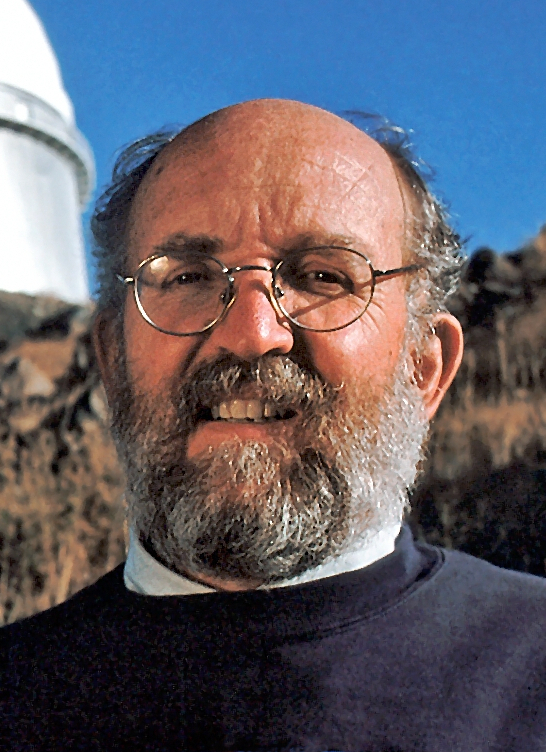
Michel Mayor vor dem Paranal-Observatorium (2012)

Michel Gustave Édouard Mayor (* 12. Januar 1942 in Echallens, Kanton Waadt) ist ein Schweizer Astronom, der als Professor am Departement für Astronomie der Universität Genf arbeitet. Mit Didier Queloz entdeckte er 1995 den ersten extrasolaren Planeten (Exoplanet), der um einen sonnenähnlichen Stern kreist (51 Pegasi b), wofür beide 2019 den Nobelpreis für Physik erhielten.

## Leben
Michel Mayor studierte Physik an der Universität Lausanne und wurde 1971 am Observatorium Genf im Fachbereich Astronomie promoviert. Er blieb mit Ausnahme von Aufenthalten am Observatorium Cambridge, an der Europäischen Südsternwarte (ESO) in Chile und am Observatorium Hawaii bei dieser Institution beschäftigt. Von 1989 bis 1992 präsidierte er den Wissenschaftlichen Beirat der ESO, von 1988 bis 1991 die Kommission zur galaktischen Struktur bei der Internationalen Astronomischen Vereinigung und von 1990 bis 1993 die Schweizerische Gesellschaft für Astrophysik und Astronomie. Er ist seit 1984 Professor an der Universität Genf und mit seiner Emeritierung 2007 ebenda Honorarprofessor.

## Wirken
Mayor hat die Spektrographen ELODIE (51pegb), CORALIE und HARPS, mit denen mehr als 500 Exoplaneten entdeckt wurden, entwickelt. Seit der Entdeckung von 51 Pegasi b war Mayor mit seinem Forscherteam an vielen weiteren extrasolaren Planetenentdeckungen beteiligt.
Er ist verantwortlich für die Entdeckung des ersten extrasolaren Planeten in einem Orbit um einen sonnenähnlichen Stern, was als Meilenstein in der Geschichte der Astronomie gilt und mit einem Nobelpreis gewürdigt wurde. Unter Mithilfe seines Doktoranden Didier Queloz konnte er 1995 mittels eines hochauflösenden Spektrographen einen um 51 Pegasi rotierenden, jupiterähnlichen Planeten nachweisen. Die Existenz dieses Planeten, 51 Pegasi b, wurde am 12. Oktober 1995 von den US-amerikanischen Wissenschaftlern Geoffrey Marcy und R. Paul Butler bestätigt.
Bis 2005 verfasste er mehr als 300 wissenschaftliche Publikationen. Seit 2013 zählte ihn Thomson Reuters aufgrund der Zahl seiner Zitationen zu den Favoriten auf einen Nobelpreis (Thomson Reuters Citation Laureates). Er erhielt den Nobelpreis für Physik im Jahr 2019.

## Ehrungen und Auszeichnungen
- 1998 Jules-Janssen-Preis
- 1998 Marcel-Benoist-Preis als Anerkennung seiner Forschungsleistung und deren Bedeutung für das menschliche Leben.
- 2000 Balzan-Preis für Instrumentarien und Techniken in Astronomie und Astrophysik[3]
- 2004 Albert-Einstein-Medaille
- 2005 Shaw Prize zusammen mit dem Amerikaner Geoffrey Marcy
- 2008 Swiss Astronomy Award
- 2010 Karl-Schwarzschild-Medaille der Astronomischen Gesellschaft
- 2011 BBVA Foundation Frontiers of Knowledge Award
- 2013 Ein Asteroid wurde nach ihm benannt: (125076) Michelmayor
- 2015 Goldmedaille der Royal Astronomical Society
- 2015 Kyoto-Preis
- 2015 Tycho-Brahe-Preis
- 2017 Wolf-Preis in Physik
- 2019 Nobelpreis für Physik

## Mitgliedschaften
- 2002 Assoziierter Ausländer der Académie des sciences
- 2010 Mitglied der National Academy of Sciences
- 2010 Mitglied der American Academy of Arts and Sciences